# Finale de la Coupe du monde de rugby à XV 2023
La finale de la Coupe du monde de rugby à XV 2023 est un match de rugby à XV qui est disputé le 28 octobre 2023 au Stade de France, au terme de la dixième édition de la Coupe du monde de rugby à XV, organisée depuis le 8 septembre 2023 en France.
La finale oppose la Nouvelle-Zélande à l'Afrique du Sud, tenante du titre. Les Springboks remportent la finale en battant les All Blacks par 12 points à 11, et deviennent la première équipe à remporter le titre mondial à quatre reprises.

## Contexte
La finale de la Coupe du monde de rugby à XV 2023 se déroule le 28 octobre 2023 au stade de France. C'est la deuxième édition de la Coupe du monde de rugby à XV qui se déroule dans ce stade après l'édition 2007 qui avait vu l'Afrique du Sud battre l'Angleterre 15 à 6.
La rencontre oppose la Nouvelle-Zélande à l'Afrique du Sud, championne du monde en titre, deux équipes considérées comme les meilleures de l'histoire du rugby à XV. Les Sud-Africains ont remporté les trois finales qu'ils ont disputé, tandis que les Néo-Zélandais en ont remporté trois sur quatre et se qualifient pour leur cinquième finale lors de cette édition, un record dans la compétition. 
Pour la première fois de l'histoire de la Coupe du monde, les deux finalistes ont été vaincus en phase de poules,. 
Les deux équipes se rencontrent en finale pour la deuxième fois,. En 1995, les Springboks battent les All Blacks sur le score de 15 à 12, à l’issue d'une prolongation, et décrochent leur premier titre dans cette compétition pour leur première participation. Un succès qui déclenche de vives polémiques à cause des suspicions de dopage à l'encontre des Springboks, d'un arbitrage favorable pour ces derniers ainsi qu'un possible empoisonnement de certains All Blacks avant la finale.
De plus, lors de leur dernière confrontation, les Springboks ont infligé la plus large défaite de leur histoire aux All Blacks en les battant 35 à 7 en match de préparation au mois d'août. Pourtant, le mois précédant, les Néo-Zélandais ont notamment remporté leur vingtième Rugby Championship en ayant largement battu les Sud-Africains 35 à 20 durant la compétition,.
Le talonneur titulaire de l'Afrique du Sud, Bongi Mbonambi, se retrouve dans une polémique au cours de la demi-finale contre l'Angleterre, il est accusé d'avoir adressé des propos racistes à son adversaire anglais Tom Curry. Cependant, à la suite des réclamations portées par la Fédération anglaise de rugby à XV, World Rugby rend son verdict et indique qu'il n'y a pas suffisamment de preuves pour engager des poursuites et décide de ne pas sanctionner le talonneur, la Fédération anglaise exprime alors sa déception.

## Parcours des finalistes

### Parcours de la Nouvelle-Zélande
Après le tirage au sort effectué le 14 décembre 2020 à Paris, la Nouvelle-Zélande (Chapeau 1) se retrouve en compagnie de la France (Chapeau 2), l'Italie (Chapeau 3), l'Uruguay (Chapeau 4) et la Namibie (Chapeau 5) dans la poule A.
Lors de la première rencontre, les All Blacks s'inclinent 27 à 13 face au pays hôte et également l'un des favoris de la compétition, la France, c'est la première défaite de leur histoire en phase de poule de la Coupe du monde. Pour les trois matchs suivants, ils s'imposent largement 71 à 3 contre la Namibie, 96 à 17 contre l'Italie et 73 à 0 contre l'Uruguay,.
Ils terminent deuxièmes de leur poule derrière le XV de France et se qualifient donc en quart de finale où ils retrouvent l'Irlande, vainqueur du dernier Tournoi des Six Nations en réalisant le Grand Chelem et également de la dernière tournée en Nouvelle-Zélande impliquant les deux équipes durant l'été 2022. Pour cette rencontre où l'Irlande fait office de favorite, les All Blacks déjouent les pronostics et réalisent une performance solide pour s'imposer 28 à 24 afin de se qualifier pour le tour suivant.
En demi-finale, la Nouvelle-Zélande fait face à l'Argentine. Lors de cette rencontre, les Néo-Zélandais s'imposent sans difficulté 44 à 6 et rejoignent la finale de la Coupe du monde pour la cinquième fois de leur histoire, un record dans la compétition.
| Chronologie | Adversaire       | Adversaire | Adversaire | Résultat |   |    |    |     |     |      |     |
| Match 1 | France           | 13 - 27    | 13 - 27    | 13 - 27  |   |    |    |     |     |      |     |
| Match 2 | Namibie          | 71 - 3     | 71 - 3     | 71 - 3   |   |    |    |     |     |      |     |
| Match 3 | Italie           | 96 - 17    | 96 - 17    | 96 - 17  |   |    |    |     |     |      |     |
| Match 4 | Uruguay          | 73 - 0     | 73 - 0     | 73 - 0   |   |    |    |     |     |      |     |
| \| Rang \| Pays \| J \| V \| N \| D \| Bo \| Bd \| Pm \| Pe \| Diff \| Pts \| \| ---- \| ---------------- \| - \| - \| - \| - \| -- \| -- \| --- \| --- \| ---- \| --- \| \| 1 \| France \| 4 \| 4 \| 0 \| 0 \| 2 \| 0 \| 210 \| 32 \| +178 \| 18 \| \| 2 \| Nouvelle-Zélande \| 4 \| 3 \| 0 \| 1 \| 3 \| 0 \| 253 \| 47 \| +206 \| 15 \| \| 3 \| Italie \| 4 \| 2 \| 0 \| 2 \| 2 \| 0 \| 114 \| 181 \| -67 \| 10 \| \| 4 \| Uruguay \| 4 \| 1 \| 0 \| 3 \| 1 \| 0 \| 65 \| 164 \| -99 \| 5 \| \| 5 \| Namibie \| 4 \| 0 \| 0 \| 4 \| 0 \| 0 \| 37 \| 255 \| -218 \| 0 \| |                  |            |            |          |   |    |    |     |     |      |     |
| Phase finale |                  |            |            |          |   |    |    |     |     |      |     |
| Phase | Adversaire       | Adversaire | Adversaire | Résultat |   |    |    |     |     |      |     |
| Quarts de finale | Irlande          | 28 - 24    | 28 - 24    | 28 - 24  |   |    |    |     |     |      |     |
| Demi-finales | Argentine        | 44 - 6     | 44 - 6     | 44 - 6   |   |    |    |     |     |      |     |
| Rang | Pays             | J          | V          | N        | D | Bo | Bd | Pm  | Pe  | Diff | Pts |
| 1 | France           | 4          | 4          | 0        | 0 | 2  | 0  | 210 | 32  | +178 | 18  |
| 2 | Nouvelle-Zélande | 4          | 3          | 0        | 1 | 3  | 0  | 253 | 47  | +206 | 15  |
| 3 | Italie           | 4          | 2          | 0        | 2 | 2  | 0  | 114 | 181 | -67  | 10  |
| 4 | Uruguay          | 4          | 1          | 0        | 3 | 1  | 0  | 65  | 164 | -99  | 5   |
| 5 | Namibie          | 4          | 0          | 0        | 4 | 0  | 0  | 37  | 255 | -218 | 0   |

### Parcours de l'Afrique du Sud
L'Afrique du Sud (Chapeau 1) se retrouvent avec l'Irlande (Chapeau 2), l'Écosse (Chapeau 3), les Tonga (Chapeau 4) et la Roumanie (Chapeau 5) dans la poule B. Une poule reconnue comme étant la poule de la mort à la vue du niveau des trois premières équipes de la liste précédente.
Pour le premier match, ils affrontent le XV du Chardon et réalisent une bonne performance défensive notamment en encaissant aucun essai pour s'imposer 18 à 3. Lors du second match, ils écartent sans difficulté la Roumanie sur le score de 76 à 0. Pour le choc de la poule B, ils sont néanmoins battus 13 à 8 par l'Irlande lors d'un match très disputé. Ils finissent ensuite leur phase de poule par une large victoire 49 à 18 contre les Tonga et se qualifient en position de deuxième de groupe pour les quarts de finale.
En quart de finale, ils jouent contre la France, pays hôte et faisant partie des favoris de la compétition avec les Boks. Pour ce match, les Sud-Africains s'imposent d'un point 29 à 28 et se qualifient en demi-finale.
En demi-finale, c'est l'équipe d'Angleterre qui est leur adversaire. Le XV de la Rose mène au score pendant 78 minutes mais les Springboks parviennent à s'imposer en toute fin de match à la suite d'une pénalité réussie depuis le centre du terrain par Handré Pollard qui offre la victoire sur le score de 16 à 15 à son équipe ainsi que la qualification en finale.
| Chronologie | Adversaire     | Adversaire | Adversaire | Résultat |   |    |    |     |     |      |     |
| Match 1 | Écosse         | 18 - 3     | 18 - 3     | 18 - 3   |   |    |    |     |     |      |     |
| Match 2 | Roumanie       | 76 - 0     | 76 - 0     | 76 - 0   |   |    |    |     |     |      |     |
| Match 3 | Irlande        | 8 - 13     | 8 - 13     | 8 - 13   |   |    |    |     |     |      |     |
| Match 4 | Tonga          | 49 - 18    | 49 - 18    | 49 - 18  |   |    |    |     |     |      |     |
| \| Rang \| Club \| J \| V \| N \| D \| Bo \| Bd \| Pm \| Pe \| Diff \| Pts \| \| ---- \| -------------- \| - \| - \| - \| - \| -- \| -- \| --- \| --- \| ---- \| --- \| \| 1 \| Irlande \| 4 \| 4 \| 0 \| 0 \| 3 \| 0 \| 190 \| 46 \| +144 \| 19 \| \| 2 \| Afrique du Sud \| 4 \| 3 \| 0 \| 1 \| 2 \| 1 \| 151 \| 34 \| +117 \| 15 \| \| 3 \| Écosse \| 4 \| 2 \| 0 \| 2 \| 2 \| 0 \| 146 \| 71 \| +75 \| 10 \| \| 4 \| Tonga \| 4 \| 1 \| 0 \| 3 \| 1 \| 0 \| 96 \| 177 \| -81 \| 5 \| \| 5 \| Roumanie \| 4 \| 0 \| 0 \| 4 \| 0 \| 0 \| 32 \| 287 \| -255 \| 0 \| |                |            |            |          |   |    |    |     |     |      |     |
| Phase finale |                |            |            |          |   |    |    |     |     |      |     |
| Phase | Adversaire     | Adversaire | Adversaire | Résultat |   |    |    |     |     |      |     |
| Quarts de finale | France         | 29 - 28    | 29 - 28    | 29 - 28  |   |    |    |     |     |      |     |
| Demi-finales | Angleterre     | 16 - 15    | 16 - 15    | 16 - 15  |   |    |    |     |     |      |     |
| Rang | Club           | J          | V          | N        | D | Bo | Bd | Pm  | Pe  | Diff | Pts |
| 1 | Irlande        | 4          | 4          | 0        | 0 | 3  | 0  | 190 | 46  | +144 | 19  |
| 2 | Afrique du Sud | 4          | 3          | 0        | 1 | 2  | 1  | 151 | 34  | +117 | 15  |
| 3 | Écosse         | 4          | 2          | 0        | 2 | 2  | 0  | 146 | 71  | +75  | 10  |
| 4 | Tonga          | 4          | 1          | 0        | 3 | 1  | 0  | 96  | 177 | -81  | 5   |
| 5 | Roumanie       | 4          | 0          | 0        | 4 | 0  | 0  | 32  | 287 | -255 | 0   |

## Feuille de match
Homme du match :  Pieter-Steph du Toit
Points marqués :
Nouvelle-Zélande :
- 2 pénalités de Mo'unga (17e, 38e)
- 1 essai de B. Barrett (58e)

Afrique du Sud :
- 4 pénalités de Pollard (3e, 13e, 19e, 34e)

Évolution du score : 0-3, 0-6, 3-6, 3-9, 3-12, 6-12 mt, 11-12
Arbitre :  Wayne Barnes 
Touche :  Matthew Carley /  Karl Dickson 
Vidéo :  Tom Foley
Résumé : Pour cette rencontre, la Nouvelle-Zélande n'opère qu'un seul changement par rapport à la demi-finale contre l'Argentine, la titularisation de Brodie Retallick à la place de Sam Whitelock qui prend place sur le banc.
Du côté de l'Afrique du Sud, les changements sont en nombre avec les titularisations de Faf de Klerk et d'Handré Pollard au détriment respectivement de Cobus Reinach et Manie Libbok qui ne figurent pas sur la feuille de match. Pour les remplaçants, le staff sud-africain décide de mettre en place un banc comprenant sept avants et un seul arrière en la personne de Willie le Roux. Les changements sur le banc impliquent Trevor Nyakane, Jean Kleyn et Jasper Wiese qui n'ont pas disputé la demi-finale contre l'Angleterre.
Au bout de trois minutes de jeu le talonneur sud-africain Bongi Mbonambi se retrouve au sol, blessé, à la suite d'un déblayage illicite dans un ruck de la part de Shannon Frizell. L'arbitre de la rencontre Wayne Barnes arrête le jeu, regarde la vidéo et inflige un carton jaune, en demandant le bunker, au troisième ligne aile néo-zélandais. La pénalité se trouvant à trente mètres des poteaux, Handré Pollard la tente et inscrit les premiers points de la partie, 3-0 en faveur des champions du monde en titre. Mbonambi fait sa sortie à la suite de sa blessure et est remplacé par Deon Fourie. Aux alentours de la douzième minute, les Springboks, de retour dans le camp adverse, obtiennent une nouvelle pénalité à 22 mètres en face des poteaux à la suite d'une faute au sol de Codie Taylor. Pollard en profite pour inscrire trois nouveaux points et porte le score à 6-0 pour les siens. Le carton jaune de Frizell reste un jaune et ce dernier fait ensuite son retour dix minutes après sa faute. De retour à quinze contre quinze, les Blacks mettent la main sur le ballon et parviennent à obtenir une pénalité, qui est transformé par Richie Mo'unga à la dix-septième minute, réduisant le score à 6-3. Seulement deux minutes plus tard, Ardie Savea est coupable d'un grattage illicite et est sanctionné d'une pénalité, les Sud-Africains choisissent de prendre les points à un peu plus de cinquante mètres en coin et Pollard continue son sans-faute en portant le score à 9-3 pour son équipe. Pendant les dix minutes suivantes, les Néo-Zélandais remettent la main sur le ballon et intègrent le camp adverse mais Wayne Barnes fait de nouveau appel à la vidéo pour vérifier un plaquage haut du capitaine All Blacks Sam Cane sur Jesse Kriel. L'arbitre juge le geste trop haut et inflige un second carton jaune en demandant de nouveau le bunker. Quelques minutes plus tard, en supériorité numérique, les Springboks, par l'intermédiaire de Damian Willemse, tentent un drop d'une distance de cinquante mètre mais celui-ci est raté. Peu de temps après cette tentative, il est annoncé que le carton jaune de Sam Cane se transforme en un carton rouge à la suite de la décision de l'arbitre vidéo qui a considéré que le plaquage valait cette sanction, le capitaine néo-zélandais laisse ses coéquipiers à quatorze pour le reste de la rencontre. Au même moment, Steven Kitshoff obtient une pénalité à la suite d'un grattage dans les quinze mètres néo-zélandais. Pollard tente alors la pénalité et accroit l'écart de trois points supplémentaires, 12 à 3 pour l'Afrique du Sud. Peu de temps avant la mi-temps, les All Blacks inscrivent une seconde pénalité grâce à Mo'unga qui réduit l'écart à 12-6, score à la pause.
Pour le début de ce second acte, l'arrière des Boks, Damian Willemse, tente un nouveau drop du milieu de terrain mais échoue encore une fois. À la quarante-sixième minute, Ardie Savea se fait soigner au nez, les arbitres de la rencontre décident de visionner la vidéo pour déterminer s'il y a eu un contact sanctionnable à l'encontre de ce dernier, ils infligent finalement un carton jaune à l'encontre du capitaine adverse Siya Kolisi tout en demandant un nouveau bunker. Pendant cette supériorité numérique pour la Nouvelle-Zélande, ils inscrivent un essai après une percée de Mo'unga, cependant celui-ci est annulé à la suite d'un en-avant au début de l'action. La sanction à l'encontre de Kolisi reste la même et il fait son retour sur le terrain après avoir purgé sa suspension. Les All Blacks ont toujours la main sur le ballon et progressent dans le camp adverse, ils sont enfin récompensés après une très longue passe sautée de Jordie Barrett pour Mark Telea qui retrouve Beauden Barrett qui inscrit le premier essai de la partie à la cinquante-huitième minute. La transformation en coin est manquée par Mo'unga mais le score n'est plus que de 12 à 11 pour l'Afrique du Sud. Les quinze minutes suivantes voient de nombreux changements être opérés par les deux équipes et un jeu plus haché. À la soixante-douzième minute, Cheslin Kolbe tente le troisième drop de la partie du milieu de terrain, celui-ci est encore une fois manqué. Une minute plus tard, ce dernier est coupable d'un en-avant volontaire alors que les All Blacks viennent de remonter 80 mètres, il écope d'un carton jaune et les deux équipes se retrouvent à quatorze contre quatorze jusqu'à la fin de la rencontre. Après cette faute, Jordie Barrett tente la pénalité en coin mais le ballon ne passe pas entre les perches. En fin de match, les Néo-Zélandais progressent jusque dans les 22 mètres adverses mais commettent un en-avant, plusieurs mêlées sont jouées mais l'Afrique du Sud récupère le ballon et le dégage hors du terrain : ils sont champions du monde pour la deuxième fois d'affilée ainsi que pour la quatrième fois de leur histoire, devenant l'équipe la plus titrée de la compétition désormais,,.
À l'issue de la finale, le troisième ligne aile sud-africain Pieter-Steph du Toit, élu meilleur joueur du monde World Rugby en 2019, remporte la distinction d'Homme du match en ayant notamment réalisé un total impressionnant de 28 plaquages.
| Nouvelle-Zélande | Afrique du Sud |

| Nouvelle-Zélande · Titulaires · 15 Beauden Barrett 58e · 14 Will Jordan 71e · 13 Rieko Ioane · 12 Jordie Barrett · 11 Mark Telea · 10 Richie Mo'unga 75e · 9 Aaron Smith 66e · 8 Ardie Savea · 7 Sam Cane 29e · 6 Shannon Frizell 3e à 13e 55e · 5 Scott Barrett · 4 Brodie Retallick 71e · 3 Tyrel Lomax 66e · 2 Codie Taylor 66e · 1 Ethan de Groot 66e · Remplaçants · 16 Samisoni Taukei'aho 66e · 17 Tamaiti Williams 66e · 18 Nepo Laulala 66e · 19 Sam Whitelock 55e · 20 Dalton Papali'i 71e · 21 Finlay Christie 66e · 22 Damian McKenzie 75e · 23 Anton Lienert-Brown 71e · Entraîneur · Ian Foster |  |  | Afrique du Sud · Titulaires · 66e Damian Willemse 15 · Kurt-Lee Arendse 14 · Jesse Kriel 13 · Damian de Allende 12 · 74e à 81e Cheslin Kolbe 11 · Handré Pollard 10 · Faf de Klerk 9 · 58e Duane Vermeulen 8 · Pieter-Steph du Toit 7 · 73e 46e à 56e Siya Kolisi 6 · 52e Franco Mostert 5 · 58e Eben Etzebeth 4 · 66e Frans Malherbe 3 · 4e Bongi Mbonambi 2 · 52e Steven Kitshoff 1 · Remplaçants · 4e Deon Fourie 16 · 52e Ox Nché 17 · 66e Trevor Nyakane 18 · 58e Jean Kleyn 19 · 52e RG Snyman 20 · 58e Kwagga Smith 21 · 73e Jasper Wiese 22 · 66e Willie le Roux 23 · Entraîneur · Jacques Nienaber |

### Statistiques
Ci-dessous, les statistiques de la finale,.

#### Statistiques globales
| Nouvelle-Zélande               | Statistiques                                        | Afrique du Sud |
| ------------------------------ | --------------------------------------------------- | -------------- |
| Points marqués                 |                                                     |                |
| 1                              | Essais                                              | 0              |
| 0/1                            | Transformations                                     | 0/0            |
| 2/3                            | Pénalités                                           | 4/4            |
| 50 %                           | % efficacité au pied                                | 100 %          |
| 0/0                            | Drops                                               | 0/3            |
| Coups de pied, passes, courses |                                                     |                |
| 34                             | Coup de pieds                                       | 38             |
| 221                            | Passes                                              | 84             |
| 149                            | Courses                                             | 85             |
| 459                            | Mètres parcourus avec le ballon                     | 360            |
| Phase d'attaque                |                                                     |                |
| 60 (63/57)                     | % possession totale (1re mi-temps / 2e mi-temps)    | 40 (37/43)     |
| 53                             | % occupation totale                                 | 47             |
| 7                              | Franchissements                                     | 4              |
| 37                             | Défenseurs battus                                   | 14             |
| 5                              | Passes après contact                                | 7              |
| 115 (95)                       | Rucks gagnés (%)                                    | 56 (100)       |
| 0/0 (0)                        | Mauls gagnés (%)                                    | 0/0 (0)        |
| 18                             | Turnovers concédés                                  | 10             |
| Phase de défense               |                                                     |                |
| 92/14 (78)                     | Plaquages effectués/manqués (%)                     | 209/37 (80)    |
| Conquête                       |                                                     |                |
| 2/0 (100)                      | Mêlées sur propre introduction gagnés/perdues (%)   | 10/1 (90,9)    |
| 20/2 (90,9)                    | Touches sur propre introduction gagnées/perdues (%) | 6/4 (60)       |
| Discipline                     |                                                     |                |
| 5                              | Pénalités concédées                                 | 10             |
| 1                              | Cartons jaunes                                      | 2              |
| 1                              | Cartons rouges                                      | 0              |

#### Statistiques individuelles
| Nouvelle-Zélande    | Statistiques                        | Afrique du Sud              |
| ------------------- | ----------------------------------- | --------------------------- |
| Richie Mo'unga (6)  | Points inscrits                     | Handré Pollard (12)         |
| Mark Telea (60)     | Mètres parcourus avec le ballon     | Damian Willemse (65)        |
| Mark Telea (9)      | Défenseurs battus                   | Cheslin Kolbe (4)           |
| Aaron Smith (81)    | Passes effectuées                   | Faf de Klerk (47)           |
| Codie Taylor (11/1) | Meilleurs plaqueurs (réussis/ratés) | Pieter-Steph du Toit (28/3) |

## Faits marquants de la rencontre
L'expulsion du capitaine des All Blacks, Sam Cane, est la première lors d'une finale de la Coupe du monde de rugby à XV en dix éditions.
Grâce à son essai inscrit durant la finale, à la cinquante-huitième minute de jeu, Beauden Barrett devient le premier joueur à inscrire deux essais dans deux finales de Coupe du monde différentes, après sa réalisation lors de la finale 2015 contre l'Australie. De plus, il est également le premier joueur à inscrire un essai à l'Afrique du Sud dans une finale de la Coupe du monde.

## Réactions post match
Après la rencontre, la Nouvelle-Zélande exprime son mécontentement à la suite de plusieurs décisions arbitrales en leur défaveur durant la rencontre et se plaint de ces dernières à World Rugby en demandant des explications.
Des décisions qui sont également partagés par le public et les réseaux sociaux, notamment pour un grattage de Kwagga Smith récompensé par Wayne Barnes alors qu'il compte trois appuis au sol au lieu des deux réglementaires, ou encore une charge coude en avant sur la tête d'un adversaire par Eben Etzebeth qui n'a reçu aucune sanction par exemple. Toutefois les All Blacks ont notamment manqué cinq points au pied et la rencontre ne s'est terminée qu'à un point d'écart donc ces décisions ne peuvent pas exclusivement expliquer cette défaite, mais ces critiques expriment une tendance très critique qui s'est développée contre les erreurs d'arbitrage qui ont notamment beaucoup fait parler durant cette Coupe du monde dans son ensemble,.
Par conséquent, l'arbitre vidéo de cette finale, Tom Foley, décide d'arrêter d'exercer au niveau international après avoir reçu de nombreuses critiques et des menaces de mort à son encontre ainsi qu'à celle de sa famille. Il continue toutefois d'arbitrer en Premiership,.
De même, dans les jours suivant la rencontre, Wayne Barnes, arbitre de la finale, annonce avoir reçu plusieurs menaces de mort, ainsi que sa femme. Quelques jours plus tard, il annonce prendre sa retraite après vingt ans de carrière.

## Audiences TV
En France, pour cette rencontre diffusée sur TF1, la chaîne a annoncé que cette finale a été suivie par 10,9 millions de spectateurs, avec un pic à 12,7 millions durant la rencontre, réalisant une part d'audience de 50 %. L'audience de ce match constitue notamment un record depuis 2007 pour une rencontre ne mettant pas en jeu le XV de France. À noter que le match le plus regardé n'est pas cette finale mais le quart de finale entre la France et la l'Afrique du Sud avec 16,5 millions.
Au niveau mondial, cette rencontre établit un record avec 94 millions d'heures de visionnage.